# Cratere Müller (Luna)
Müller è un cratere lunare di 23,4 km situato nella parte sud-orientale della faccia visibile della Luna.
Il cratere è dedicato all'astronomo cecoslovacco Karl Müller.